# Joaquim Pereira Lima
Joaquim Pereira Lima também conhecido como Quinca Livino (Floresta, 12 de novembro de 1915 - Araripina, 03 de agosto de 1993) foi um comerciante e político brasileiro. Foi vereador, vice-prefeito e prefeito de Araripina, além de deputado estadual por Pernambuco.

## Biografia
Nascido em Floresta em 1915, chegou em São Gonçalo, atual Araripina, em 1928. Em Araripina desempenhou diversas funções públicas, como: Presidente e fundador da Cooperativa Agropecuária de Araripina; foi suplente de Juiz de Direito e de Promotor; Delegado de Polícia; Vereador; Vice-prefeito; prefeito e Deputado Estadual em duas legislaturas.
Foi vice-prefeito de Araripina por dois mandatos, o primeiro, de 1947 a 1951, tendo como prefeito Manoel Ramos de Barros, e o segundo, de 1951 a 1955, tendo como prefeito Luiz Gonzaga Duarte. Foi o primeiro vice-prefeito eleito por voto direto no município de Araripina.
Em 1955 se tornou prefeito de Araripina em um acordo político realizado entre os partidos existentes na epoca, PSD e UDN, Para as eleições, realizadas em três de outubro de 1955, não houve disputa entre os partidos. O PSD ficava com o prefeito, o vice e os subprefeitos de Morais e mais cinco vereadores. Cabendo à UDN as subprefeituras de Olho D’Água e quatro vereadores. Com o acordo selado, as eleições foram mornas e com poucos comícios.
Foi ainda deputado estadual por duas legislaturas.

## Morte de vereador
Como nessa eleição o PSD e UND haviam definido os candidatos para cada cargo, na eleição de 1955 não havia suplentes, o vereador José Barreto de Alencar faleceu no exercício do mandato obrigando a realização de uma nova eleição para preencher o cargo. Eleições para a Câmara Municipal foram marcadas para o dia 15 de dezembro de 1957, elegendo Otília Ceci de Alencar. Sendo a primeira vereadora de Araripina e entre as primeiras mulheres eleitas no estado do Pernambuco. Em 2010 o deputado Emanuel Bringel (MDB) realizou uma homenagem na ALEPE, na ocasião Otília Ceci de Alencar fazia 100 anos.
As condições em que Joaquim Pereira Lima foi eleito levou não só a realização de 2 eleições em um único mandato como também acabou levando a um evento histórico no estado, sendo a primeira mulher eleita em uma pequena lista em Araripina e região. Tendo também marcado a politica a eleição de Dr. Dioneia Lacerda (PFL),  Darticlea Modesto (PRN/PSB), Maria Augusta (PPS/PP) e Camila Modesto (PODE)
, essa última, cantidata a prefeitura de Araripina nas eleições de 2024 pela base do ex-prefeito Raimundo Pimentel (PSL) e neta de Joaquim Pereira de Lima.

## Desempenho eleitoral
| Ano  | Eleição                        | Partido | Cargo             | Votos | %    | Resultado | Ref    |
| ---- | ------------------------------ | ------- | ----------------- | ----- | ---- | --------- | ------ |
| 1946 | Municipal de Araripina         | PSD     | Vereador          | —     | —    | Eleito    | [ 18 ] |
| 1947 | Municipal de Araripina         | PSD     | Vice-prefeito     | —     | —    | Eleito    | [ 19 ] |
| 1955 | Municipal de Araripina         | PSD     | Prefeito          | —     | —    | Eleito    | [ 20 ] |
| 1966 | Eleição estadual em Pernambuco | ARENA   | Deputado estadual | 6.007 | 2,06 | Eleito    | [ 1 ]  |